# Furia: Carrie 2
Furia: Carrie 2 (oryg. The Rage: Carrie 2) – film fabularny produkcji amerykańskiej z 1999 roku. Sequel hitowej Carrie Briana De Palmy (1976).

## Zarys fabularny
Nastoletnia Lisa padła ofiarą okrutnej gry. Została upokorzona przez grupę kolegów. Nie mogąc uporać się z przeżyciami, Lisa skacze z dachu. Jej najlepsza przyjaciółka, buntownicza outsiderka Rachel Lang, jest sfrustrowana śmiercią koleżanki. Nie wie, że teraz to ona ma paść ofiarą beztroskich sprawców śmierci Lisy. Oni również czegoś nie wiedzą – Rachel kryje w sobie zdolności telekinetyczne i zamierza wykorzystać je na zbliżającej się imprezie...

## Obsada
- Emily Bergl jako Rachel Lang
- Jason London jako Jesse Ryan
- Amy Irving jako Sue Snell
- J. Smith-Cameron jako Barbara Lang
- Dylan Bruno jako Mark Bing
- Zachery Ty Bryan jako Eric Stark
- Charlotte Ayanna jako Tracy Campbell
- Rachel Blanchard jako Monica Jones
- Justin Urich jako Brad Winters
- Eddie Kaye Thomas jako Arnie
- Mena Suvari jako Lisa Parker
- Sissy Spacek jako Carrie White (pojawia się w retrospekcjach)